# Attention Deficit
Attention Deficit foi um projecto musical formado por Alex Skolnick, Tim Alexander e Michael Manring.

## Discografia
| Year | Title             |
| ---- | ----------------- |
| 1998 | Attention Deficit |
| 2001 | The Idiot King    |